# Richemont (companie)
Richemont este o companie producătoare de bijuterii și ceasuri de lux din Elveția.
În anul 2007, compania a avut vânzări de 5,3 miliarde de euro și un profit net de 1,57 miliarde de euro.
În anul fiscal 2006-2007 a înregistrat vânzări de 4,8 miliarde euro și un profit net de 789 milioane euro.
Richemont deține și pachetul majoritar de acțiuni la British American Tobacco.
Grupul Richemont include case de lux precum Cartier, Jaeger LeCoultre, Van Cleef & Arpels sau IWC.